# Kässbohrer Geländefahrzeug
Kässbohrer Geländefahrzeug AG är en tysk fordonstillverkare av pistmaskiner och sandrenare baserat i Laupheim.
Företaget har sitt ursprung i Karl Kässbohrer Fahrzeugwerke som uppgick i Mercedes-Benz Group som idag äger delen av företaget som tillverkade bussar. Resterande delar av företaget köptes upp av ledningen i företaget och är idag ett aktiebolag.